# 近鉄3000系電車
近鉄3000系電車（きんてつ3000けいでんしゃ）とは、近畿日本鉄道（近鉄）が1979年（昭和54年）から2012年（平成24年）まで保有していた一般車両（通勤形電車）である。

## 概要
近鉄における省エネルギー車両の試験車/試作車であり、同社初・唯一のオールステンレス車両かつ電機子チョッパ制御車両である。
製造当時具体的な案件としてあった京都市交通局（京都市営地下鉄）烏丸線との直通運転に対応すべく、様々な試作要素を盛り込んで1979年（昭和54年）2月に近畿車輛で製造された。当時はバッド社が保有する特許の関係で、日本国内では東急車輛製造以外のメーカーではオールステンレスカーの製造は不可能であったが、近畿車輌ではその特許に抵触しない範囲で、東急車輛製造とは異なる方法を採用することによってオールステンレスカーの製造を行った。そのため、東急車輛製造以外の手によるオールステンレスカーは国鉄が1985年（昭和60年）に205系で採用するまでは本系列が日本国内で唯一の存在であった 。

## 車種構成
本系列は以下の各形式より構成される。
- モ3000形3001 電動車（M）
- モ3000形3002 制御電動車（Mc、改造後はMo）
- ク3500形3501・3502 制御車（Tc）

これらを組み合わせて4両編成を組成し、必要に応じク3502を切り離すことで、製造当時に京都線・橿原線・天理線の一部の運用に存在していた3両編成での運用ニーズに対応可能としている。
なお、上述の通り本系列は試作車であったため、4両1編成のみが製造されている。電算記号（他社でいう編成記号）はSC01。

## 車体
基本的な構体寸法は、当時奈良・京都線向けに量産中の8600系後期製造グループ（8621・8622F）の設計を基本としており、これの材質をステンレス鋼で置き換えたものとなる。これにより1両あたり2 tの軽量化を図っている。
ただし、材質的に硬く、曲げ加工の難しいステンレス鋼の特性から、妻部はごくわずかに後退角のついた三面折妻構造の切妻に近い形状とされ、屋根肩部の曲率を小さくし、側板腰部の絞りも極力単純かつ強度確保が容易な形状に変更されている。
このため、外観は丸い前照灯に角ばった車体という組み合わせから、1968年（昭和43年）に竣工した8000系アルミニウム合金車体試作車である8069Fに近い印象を与え、さらに8810系以降の拡大断面にも通じる形状となっている。
外板は側面腰板と幕板にコルゲート加工を施した薄板を使用することで軽量化を図っており、外装は基本的に無塗装である。ただし、当時の北総開発鉄道7000形電車より採用が始まった着色フィルムが前面や側面窓周辺の平板部に貼付され、無機的な印象を緩和する配慮が行われている。しかし後に汚れた際の補修がやりにくいとの理由でマルーン塗装に改められている。
車体長は他の近鉄通勤車と同じ20,000 mmであるが、全長は京都市営地下鉄烏丸線への乗り入れを検討していた関係から京都市交通局10系電車と同じ20,500 mmと近鉄一般車で標準の20,720 mmよりもやや短い。

## 車内
内装や空調などは同時期製造の8600系に準じているが、座席はロングシートで座面形状を改良するとともに、カーテンについては中間にストッパーを設けている。
運転台は、電気指令式ブレーキの採用で空気配管が撤廃されるなど、大幅に機器構成が変更されたこともあり、足元が広いコンソールタイプとなり、前後操作式の横軸2ハンドル（他の奈良線区車両とは異なり指令式のマスコンハンドル+ブレーキハンドル）式が採用されている。

## 主要機器

### 主制御器
京都市との乗り入れ協定において低発熱の車両を運行することが取り決められたため、主回路制御には、近鉄で唯一の採用例となった、三菱電機製CFM-228-15RDH電機子チョッパ制御（サイリスタチョッパ制御）装置がモ3001に搭載された。
これは三菱電機製の逆耐電圧2,500 V級逆導通サイリスタを二重二相接続として主回路を構成するもので、合成周波数は482 Hz、素子の冷却はフロン沸騰方式である。ただし、主回路や素子、それに主電動機の特性から、そのままでは中高速域の走行特性が要求に満たなかったため、力行時に弱め界磁率35・45 %の2段階弱め界磁制御を併用し、かつノッチ最終段では主回路のチョッパと主平滑リアクトルを短絡して内部抵抗を除去することで電動機の性能を最大限に発揮する構成となっている。
回生制動は45 %の一定弱め界磁方式としているが、高速域からの制動を可能とするため回路に直列抵抗を挿入し、回生制動範囲を拡大している。
当時、すでに電鉄各社で電機子チョッパ車の実用的な採用が始まっていた。しかし電機子チョッパ制御は素子製造の歩留まりが低かったこともあり、製造コストが高く、量産による制御装置の廉価な供給も期待できないという認識もあった。また、この方式を採用することで得られる最大のメリットの一つである回生ブレーキについても、制動時に主回路で昇圧チョッパ回路を構成する関係で、特に高速域からの回生制動時に発生電圧が架線電圧を上回って回生失効が発生しやすいという問題があった。
しかも、主回路から漏洩する誘導電流による信号関係の誘導障害の問題もあり、運用に対してかなりの事前検討を要した。
本系列が製造された1970年代後半の日本の各鉄道会社では、電機子チョッパ制御方式は最高速度が低く高密度かつ高加減速運転を実施する地下鉄などには、発熱の少なさを含め好適であるが、高速運転を行う郊外電車には必ずしも適さない方式であるという認識がもたれるようになっており、近鉄でも地下鉄乗り入れ用試作車として全線区への展開を含め、その特性を見極める意図で本方式を試験採用したものであった。
もっとも、本系列での長期運用試験の結果は必ずしも思わしいものではなく、費用対効果の観点から、電機子チョッパ制御方式の本格採用は見送られた。以後、近鉄ではVVVF制御方式の実用化まで、高速運転に好適でかつ製造・改造コストも低廉な界磁チョッパ制御方式や界磁位相制御方式の採用が進んだ。

### 主電動機
上述の制御器の特性から、在来車の主電動機として採用されてきた三菱電機MB-3064-ACはそのまま使用できないため、新規に三菱電機でMB-3240-A直流直巻整流子電動機が設計された。この電動機は以後、電機子チョッパ車を近鉄標準軌全線区へ展開することを想定して設計されており、幅広い速度域に対応する必要があったことと、大阪線桜井以東での抑速制動常用も考慮して、端子電圧340 V時、1時間定格出力165 kWと従来よりも20 kW出力アップが図られている
駆動装置はWNドライブ、歯数比は17:84である。

### 台車
当時近鉄で一般に採用されていた、シュリーレン式（円筒案内式）車体直結式ダイアフラム形空気ばね台車である、近畿車輛KD-84（電動車用）・84A（制御車用）をそれぞれ装着する。
これは30000系特急車用のKD-83系を基本とするが、積空比の大きな通勤電車用として乗客の多寡にかかわらず床面高さを一定に保ち、また乗り心地の改善を図ることを目的として、空気ばねの大直径化（直径570mmから620mm）を行い、軸箱案内筒内に緩衝ゴムを入れるなど乗り心地の改善を図ったものである。

### ブレーキ
近鉄では初採用となる、全電気指令式空気ブレーキである三菱電機MBS-2Rを採用した。横型の制動制御器の実現性や将来地下鉄区間でのATO運転も視野に入れたものである。
機構としては3本の指令線で7段階に直通ブレーキ弁の圧力制御を行うもので、1967年の大阪市交通局（大阪市営地下鉄）7000・8000形を嚆矢として各社で採用が進んでいたものである。
近鉄の場合、各編成の機動的な増解結運用を実施している関係で従来車で採用していたHSC（電磁直通ブレーキ）との互換性のない、この種の新システムの導入が難しく、他社に大きく遅れての初採用となった。
なお、回生制動時には演算を行い、ブレーキ力の不足分をこの空気ブレーキで補足する機能も搭載されている。
また、非常時に他車との連結が必要な場合に制動が全車に引き通せるよう、制動管減圧による空気指令式を残している。

### 補機・その他機器
コンプレッサーは除湿装置付きのC-2000形を、補助電源装置は120kVAのサイリスタMGを1台いずれもク3501に搭載する。
集電装置は30000系（ビスタカー）で採用した下枠交差型パンタグラフである東洋電機製造製PT-48型2台をモ3001に搭載する。
空調装置は当時の標準である三菱電機製CU-19A型集約分散式冷房装置を4台、加えて乗降口付近にラインデリア（ラインフローファン）を搭載する。冷房の吹出口は車両全長に2本のグリルを通している。
前面には方向幕装置を装備。側面は種別表示器が設置されている。

## 改造

### HSC-R化と組成変更
ブレーキには在来車と互換性がなく、併結に支障を来たし、運用面で不都合が多かったため、1991年に手戻りではあるが、HSC-R（電磁直通ブレーキ・回生ブレーキ）化が行われ、運転台が8600系と同様の構成、ノッチ設定が他の奈良線区車両に合わせて進め保ち式に変更され、4両固定編成に組成変更した。これにより、在来車との連結も可能となった。この際、モ3000形モ3002は運転台の撤去と中間車化が行われたが、ステンレス鋼製のため、8400系モ8450形モ8459と8600系サ8150形サ8167と異なり、改造が難しく、撤去された運転台部分の前照灯・尾灯と乗務員室扉などはそのまま残置された。

### 車体更新

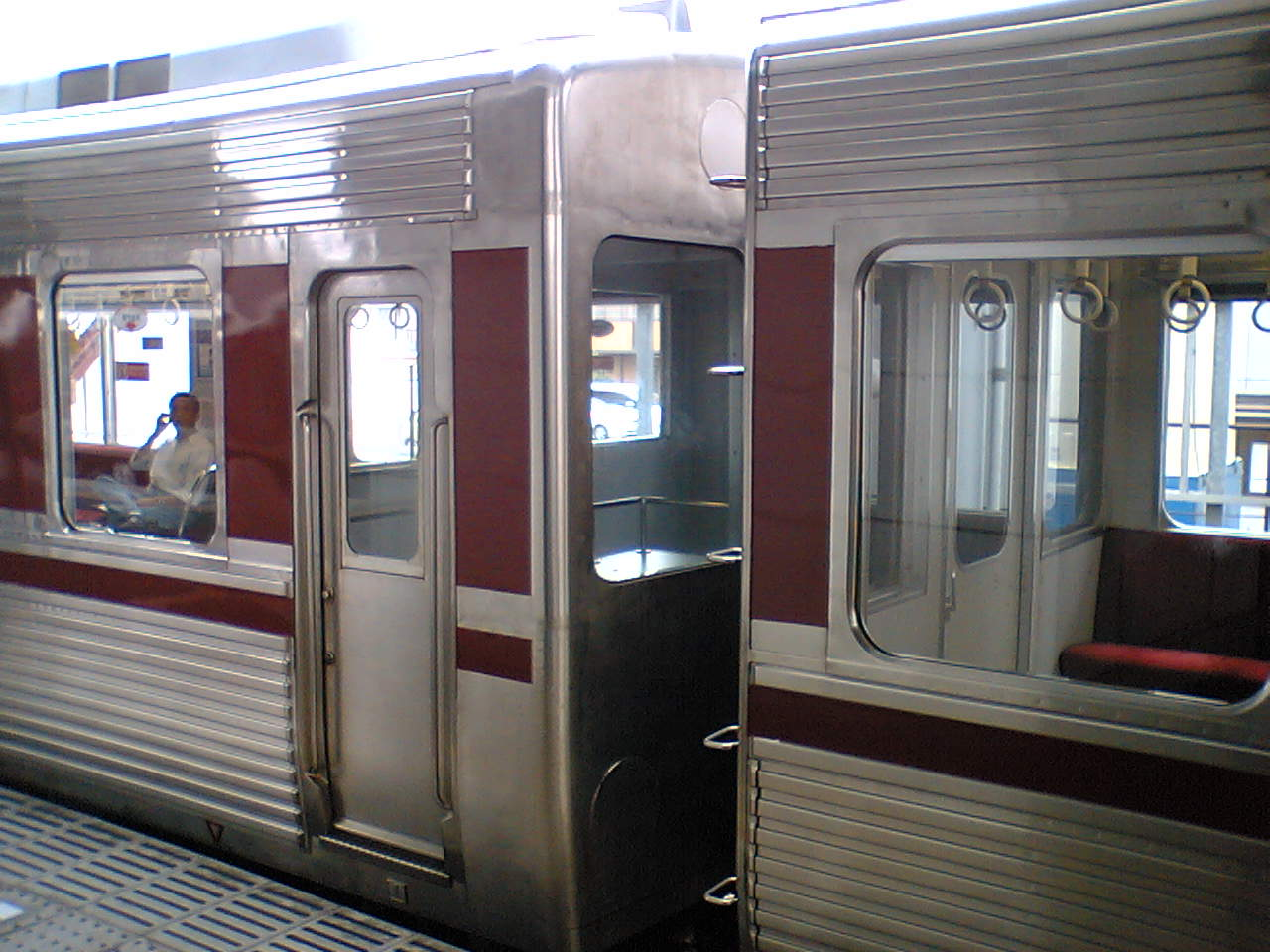
車体更新後の運転台撤去跡

2002年に車体側面の方向幕設置と車体の内装材交換を中心とする車体更新が行われた際、モ3000形モ3002は残置された前照灯・尾灯が撤去されたが、乗務員室扉はそのまま残置され、その部分の座席延長と車体連結部の転落防止幌設置と座席のモケット交換と連結側車端部の車椅子スペース整備は廃車まで行われていない。

## 運用
電機子チョッパの誘導障害試験や他の車両とは異なる運転台であったため習熟運転を行うなどの各種試験の後、1979年3月より営業運転が開始された。
本系列の運用実績は概ね良好であったが、当初の開発目的である京都市営地下鉄烏丸線への乗り入れは、同線の京都駅 - 竹田駅間開業が用地取得の難航などの事情から当初計画から大きく遅れたため、本系列の竣工からおよそ9年後の1988年6月にようやく実現した。
この間、三相交流誘導電動機を使用するVVVF制御が電車の制御システムとして実用段階に入っており、また近鉄では車体についても大型押し出し形材によるアルミニウム合金製車体が標準採用されるようになっていたため、本系列で採用された直流整流子電動機の電機子チョッパ制御や、オールステンレス車体を乗り入れ用新造車でそのまま踏襲する必要性は事実上皆無となっていた。
このため、京都市営地下鉄烏丸線竹田延伸開業に伴う相互乗り入れの開始に際しては、京都市交車と取り扱いを極力共通化すべく配慮して設計された、アルミ合金製車体を備えたVVVFインバータ制御車である3200系が新造投入された。
本系列については、ATCの車上装置を搭載しないなどの保安機器の仕様の相違などから京都市営地下鉄烏丸線への乗り入れが叶わず、晩年まで主に京都線・橿原線・天理線の全線と奈良線大和西大寺駅 - 近鉄奈良駅間の普通列車で運用され、京都線系統の急行・準急（京都線のみ）運用に入る場合は、一部運用を除き奈良線所属の2両編成車を連結して6両編成で運行された。
奈良線の生駒越えに必要な電気制動（抑速ブレーキ）は他の奈良線区所属車同様に標準装備されていたが、電機子チョッパ車運行に際して必要とされる沿線地上設備の誘導障害対策が施されなかったため、奈良線・難波線の大阪難波駅 - 大和西大寺駅間では、竣工当時の本系列の担当工場であった玉川工場への入出場回送やダイヤ混乱時、検査代走など、特別な事情がない限り原則的に運用に充当されることはなかった。また、上記の京都市営地下鉄のみならず阪神電気鉄道との直通運転対応工事も実施されず、奈良線系統の中でもワンマン運転が実施されている生駒線や田原本線には乗り入れなかった。

## 休車・廃車

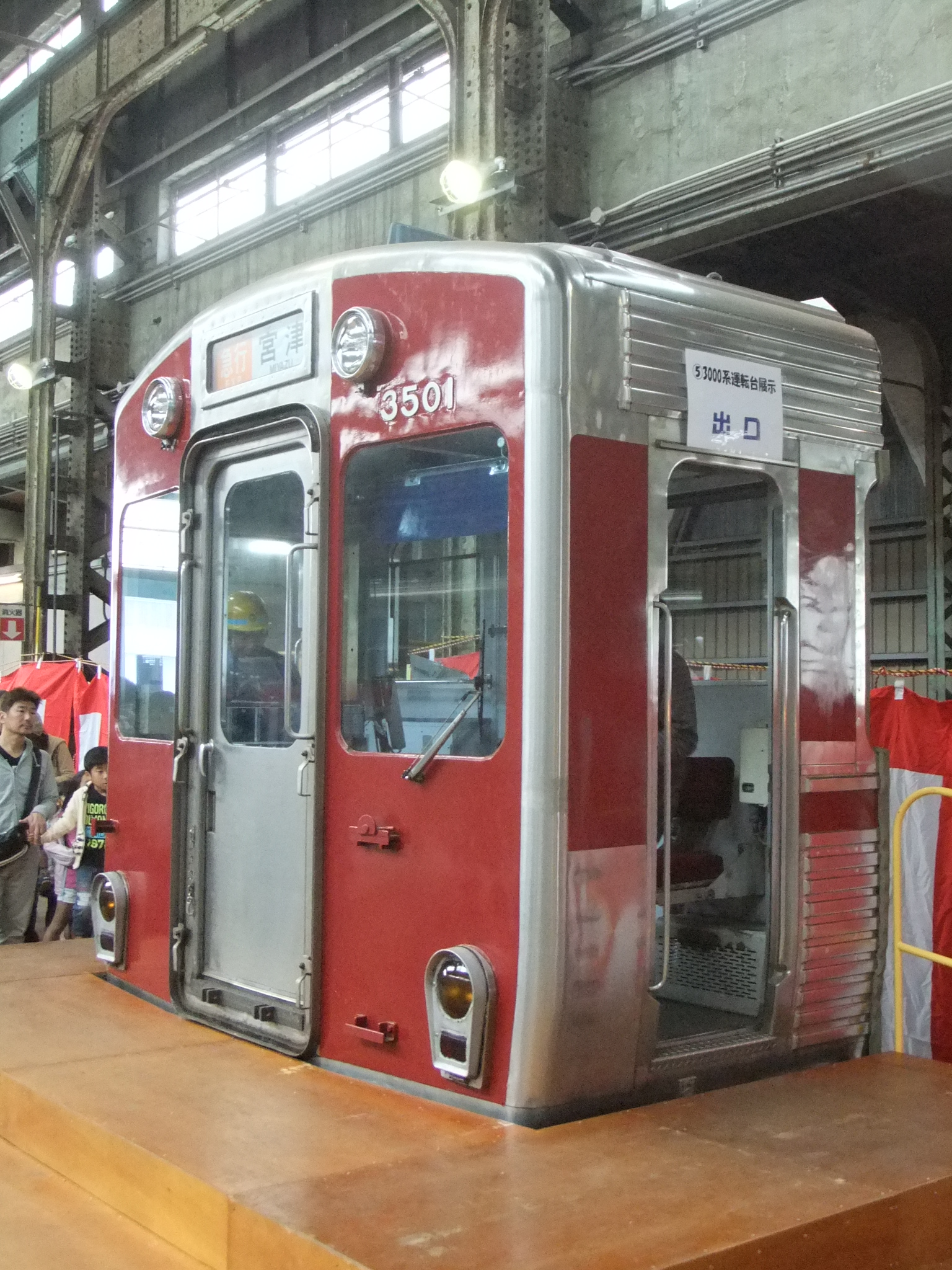
3501前頭部
きんてつ鉄道まつり2013

2010年以降は電機子チョッパ制御装置の不具合が多発したことから、ほとんど運用されなくなっていたが、2012年2月20日に西大寺検車区から高安検車区へ回送されて休車となった。
その後、上記の故障の多さや電機子チョッパ制御装置の部品確保の問題が出てきたことと、同年3月20日に実施された白紙ダイヤ変更により、本系列が所属していた京都線や関連する橿原線と天理線の列車が減便となったこともあって、本系列は余剰廃車の対象となった。同年6月6日に高安検修センターの解体線に移動し、ク3500形ク3501を除く3両が解体され、ク3501についても7月10日までに先頭部を残して解体された。残されたク3501の先頭部は、2012年のきんてつ鉄道まつりより一般公開が行われている。
なお、保守に難があった電機子チョッパ制御装置について、8000系の廃車発生品を利用した界磁位相制御への改造も計画されたが、車体の変状があり、改造は見送られ廃車となった。